# O'Groj
Olivier Grojnowski, noto anche con lo pseudonimo di O’Groj (1º gennaio 1962), è un fumettista francese.

## Biografia
Olivier Grojnowski ha studiato all'École Supérieure des Arts Graphiques di Parigi prima di diplomarsi all'École des Beaux-Arts di Angoulême nel 1986. I suoi primi disegni sono apparsi su periodici come Circus e À suivre. Nel 1993, la casa editrice belga Casterman ha pubblicato una raccolta dei suoi disegni: Au fil du rasoir. Ha collaborato anche con Frank Margerin prima di lavorare per la rivista Spirou.
Nel 2001 ha firmato il disegno di Les Dragz pubblicato con l'editore Dupuis sulla rivista Corcal.

## Opere pubblicate

### Album
- Au fil du rasoir, Casterman, 1993 (pre pubblicato su  (À Suivre), 1989 – 1993, pubblicato nella rivista Heavy Metal, 1997 - 1998)
- La Semaine des 7 Noël, Casterman, 1999 (signé O'GROJnowski).[4]
- Les Dragz, Dupuis, de 2001 à 2003 ((sceneggiatore: Corcal, pre pubblicato in Spirou 1996 - 2003)
  - Alerte aux envahisseurs, Dupuis, 2001
  - La Nuit des Morveglus, Dupuis, 2002
  - Apocalypse Dragz, Dupuis, 2003
- Nestor et Poluce, Pif Éditions, 2005, Onapratut, 2009 (sceneggiatura di Fred Neidhardt e Fabrice Tarrin, pre pubblicato dal nuovo Pif Gadget 2004- 2008)
  - Et Dieu créa le yaourt à la framboise, Pif Éditions, 2005[5]
  - Nestor et Poluce (intégrale), Onapratut, 2009
- Les Krazbek's[6], Albin Michel, 2006, Drugstore, 2009 (signé O'GROJnowski,  pre pubblicato dal L'Écho des savanes, 2003 - 2006)
  - Affreux, Bêtes et Gluants, Albin Michel, 2006
  - Microkradox, Drugstore, 2009[7]
- Les Chroniques du règne de Nicolas Ier, 2012, Grasset, Drugstore (sceneggiatoree: Patrick Rambaud)[8]
- Simone, de Beauvoir une jeune fille qui dérange[9], testo di S. Carquain, Marabulles, 2016

### Saggio (illustrato)
- Les Héros de BD chez le psy, Bréal, 2013[10]

### Libri per bambini
- Napoléon, testo di Decqueker Gallimard Jeunesse, 1997
- Jojo tête à cloques, testo dei Corcal, Glénat J. 2001
- Koupkoup coiffeur d’horreurs[11], testo de Corcal, Gl.énat J, 2001

### Riviste
- Circus (1987 - 1988)
- P.L.G.P.P.U.R. (1986 - 1994)
- (À suivre) (1989 – 1997)
- Métal hurlant (1997 - 1998)
- Spirou (1996 – 2003)
- Le Journal de Mickey (2007 – 2010)
- L'Écho des savanes (2003 - 2012)

## Premi
- 1987: Alfred de l'avenir al festival di Angoulême[12]

- 1993: Miglior album d'esordio per Au fil du rasoir, festival di Blois

- 2000: Miglior scenario per La Semaine des 7 Noël, festival di Chambéry